# الملك لير (فلم 1910)
الملك لير (بالإيطالية: Re Lear) هو فيلم أبيض وأسود درامي تاريخي إيطالي صامت إنتاج عام 1910 أخرجه جيرولامو لو سافيو وبطولة إرميت نوفيلي وفرانشيسكا بيرتيني وأولغا جيانيني نوفيلي. إنه اقتباس لملك وليام شكسبير الملك لير. يترك الملك لير مملكته في أيدي اثنتين من بناته الثلاث ، مفتون بمظاهرهما المخادعة للحب الذي لا وجود له.

## ملخص الفيلم
قرر الملك لير تقسيم مملكته بين بناته الثلاث. تتملق ابنتيع كبيرتين إلى والدهما الملك لير، وتحصلان على معظم ممتلكاته. أما الابنة الصغرى كورديليا أقل سخاءً بكثير في إظهارها للعاطفة تخيب آمال والدها، لكن الأحداث سرعان ما دفعت الملك العجوز إلى اكتشاف شعور كل من بناته تجاهه حقًا.

## مسرحية الملك لير لشكسبير
الملك لير هو مسرحية تراجيدية كتبها وليام شكسبير في القرن السابع عشر. تتحدث عن قصة ملك بريطانيا القديمة الذي يقرر تقسيم مملكته بين بناته الثلاثة بناء على مدى حبهن له. ولكن هذا القرار يؤدي إلى سلسلة من الخيانات والصراعات والجنون التي تنتهي بموت الملك وبناته. تعتبر هذه المسرحية من أشهر روايات شكسبير وأكثرها تأثيرا على الثقافة العالمية.حلل فيها بعض الشخصيات والأحداث والرموز في المسرحية، وناقش موضوعات مثل العدالة والشر والمصير.

## فريق التمثيل
- إرميت نوفيلي في دور الملك لير
- فرانشيسكا بيرتيني في دور كورديليا
- أولغا جيانيني نوفيلي في دور ابنة الملك لير
- جيانينا شيانتوني في دور ابنة الملك لير

## روابط خارجية
- الملك لير  في قاعدة بيانات الأفلام على الإنترنت (بالإنجليزية)
- أشهر روايات شكسبير من موقع شبابيك